# I liga argentyńska w piłce nożnej (1910)
Mistrzem Argentyny w roku 1910 został klub Alumni AC, a wicemistrzem Argentyny klub Porteño Buenos Aires.
Z ligi spadł ostatni w tabeli klub Argentino de CA Argentino de Quilmes, a na jego miejsce awansował klub Racing Club de Avellaneda.

## Primera División

### Mecze chronologicznie
| Data                 | Mecz |
| -------------------- | --- |
| 1 maja 1910          | Alumni AC – River Plate 3:0 |
| 1 maja 1910          | Belgrano AC – San Isidro Buenos Aires 5:3 |
| 1 maja 1910          | Quilmes Athletic Buenos Aires – Gimnasia y Esgrima Buenos Aires 2:1                                                                                               |
| 19 czerwca 1910      | River Plate – Quilmes Athletic Buenos Aires 4:4 Prandoni (2), Elías Fernández, Cunningham s – ?, ?                                                                |
| 24 czerwca 1910      | Argentino de CA Argentino de Quilmes – Belgrano AC 0:6 |
| 26 czerwca 1910      | San Isidro Buenos Aires – Alumni AC 0:0 |
| 26 czerwca 1910      | CA Estudiantes – Belgrano AC 1:2 |
| 26 czerwca 1910      | Quilmes Athletic Buenos Aires – Porteño Buenos Aires 1:2 |
| 29 czerwca 1910      | Porteño Buenos Aires – CA Estudiantes 3:1 |
| 29 czerwca 1910      | Quilmes Athletic Buenos Aires – River Plate 2:7 ?, ? – Elías Fernández (4), Prandoni (3)                                                                          |
| 3 lipca 1910         | CA Estudiantes – Alumni AC 0:0 |
| 3 lipca 1910         | Gimnasia y Esgrima Buenos Aires – San Isidro Buenos Aires 1:1 |
| 3 lipca 1910         | River Plate – Porteño Buenos Aires 3:0 Prandoni (2), Abbatángelo                                                                                                  |
| 9 lipca 1910         | Belgrano AC – Porteño Buenos Aires 4:1 |
| 10 lipca 1910        | San Isidro Buenos Aires – Quilmes Athletic Buenos Aires 4:0 |
| 10 lipca 1910        | River Plate – Gimnasia y Esgrima Buenos Aires 3:1 Lamique, J. Diggs, Abbatángelo – ?                                                                              |
| 10 lipca 1910        | Alumni AC – Belgrano AC 2:0 |
| 17 lipca 1910        | Belgrano AC – Argentino de CA Argentino de Quilmes 3:0 |
| 24 lipca 1910        | Argentino de CA Argentino de Quilmes – Porteño Buenos Aires 2:2 J. Escobar, W. Diggs – ?, ?                                                                       |
| 31 lipca 1910        | Belgrano AC – Alumni AC 1:2 |
| 31 lipca 1910        | Quilmes Athletic Buenos Aires – Argentino de CA Argentino de Quilmes 2:2 ?, ? – W. Diggs, F. Furst                                                                |
| 31 lipca 1910        | Porteño Buenos Aires – CA Estudiantes 4:0 |
| 31 lipca 1910        | San Isidro Buenos Aires – Gimnasia y Esgrima Buenos Aires 1:1 |
| 7 sierpnia 1910      | Argentino de CA Argentino de Quilmes – River Plate 2:0 mecz przerwany – dokończony 23 października 1910 roku                                                      |
| 7 sierpnia 1910      | Porteño Buenos Aires – Quilmes Athletic Buenos Aires 0:0 mecz przerwany – dokończony 21 sierpnia 1910 roku                                                        |
| 7 sierpnia 1910      | Belgrano AC – San Isidro Buenos Aires 6:2 |
| 14 sierpnia 1910     | Argentino de CA Argentino de Quilmes – Quilmes Athletic Buenos Aires 3:2 W. Diggs, Cunningham s, Lloyd s – ?, ?                                                   |
| 15 sierpnia 1910     | Porteño Buenos Aires – Belgrano AC 2:0 |
| 21 sierpnia 1910     | CA Estudiantes – River Plate 4:0 |
| 21 sierpnia 1910     | Gimnasia y Esgrima Buenos Aires – Belgrano AC 0:0 |
| 21 sierpnia 1910     | Alumni AC – San Isidro Buenos Aires 0:2 |
| 21 sierpnia 1910     | Porteño Buenos Aires – Quilmes Athletic Buenos Aires 2:1 |
| 28 sierpnia 1910     | Quilmes Athletic Buenos Aires – Alumni AC 0:2 |
| 28 sierpnia 1910     | CA Estudiantes – Argentino de CA Argentino de Quilmes 4:1 |
| 28 sierpnia 1910     | Belgrano AC – River Plate 1:1 ? – Elías Fernández |
| 28 sierpnia 1910     | Gimnasia y Esgrima Buenos Aires – Porteño Buenos Aires 1:2 |
| 30 sierpnia 1910     | San Isidro Buenos Aires – Porteño Buenos Aires 1:1 |
| 30 sierpnia 1910     | Argentino de CA Argentino de Quilmes – Alumni AC 1:6 |
| 30 sierpnia 1910     | Belgrano AC – CA Estudiantes 2:2 |
| 30 sierpnia 1910     | Gimnasia y Esgrima Buenos Aires – River Plate 1:0 |
| 4 września 1910      | Gimnasia y Esgrima Buenos Aires – Argentino de CA Argentino de Quilmes 2:0                                                                                        |
| 4 września 1910      | Quilmes Athletic Buenos Aires – Alumni AC 0:5 |
| 4 września 1910      | San Isidro Buenos Aires – River Plate 2:1 ?, ? – Elías Fernández                                                                                                  |
| 8 września 1910      | Belgrano AC – Quilmes Athletic Buenos Aires 4:2 |
| 18 września 1910     | Quilmes Athletic Buenos Aires – Belgrano AC 1:7 |
| 25 września 1910     | Porteño Buenos Aires – Argentino de CA Argentino de Quilmes 3:2                                                                                                   |
| 2 października 1910  | River Plate – Belgrano AC 2:1 Prandoni (2) – ? |
| 2 października 1910  | Quilmes Athletic Buenos Aires – San Isidro Buenos Aires 1:1 |
| 2 października 1910  | Gimnasia y Esgrima Buenos Aires – Alumni AC 0:6 |
| 2 października 1910  | Argentino de CA Argentino de Quilmes – CA Estudiantes 0:2 |
| 9 października 1910  | Quilmes Athletic Buenos Aires – CA Estudiantes 3:3 |
| 9 października 1910  | Porteño Buenos Aires – Alumni AC 1:1 |
| 9 października 1910  | Belgrano AC – Gimnasia y Esgrima Buenos Aires 1:3 |
| 16 października 1910 | Argentino de CA Argentino de Quilmes – Alumni AC 1:2 |
| 16 października 1910 | San Isidro Buenos Aires – CA Estudiantes 1:2 |
| 16 października 1910 | Gimnasia y Esgrima Buenos Aires – Quilmes Athletic Buenos Aires 1:2                                                                                               |
| 16 października 1910 | Porteño Buenos Aires – River Plate 5:1 ?, ? – Abbatángelo |
| 23 października 1910 | CA Estudiantes – Quilmes Athletic Buenos Aires 3:0 |
| 23 października 1910 | Porteño Buenos Aires – San Isidro Buenos Aires 0:2 |
| 23 października 1910 | Gimnasia y Esgrima Buenos Aires – Alumni AC 2:2 |
| 23 października 1910 | Argentino de CA Argentino de Quilmes – River Plate 4:0 H. Goodfellow, J. Escobar, F. Furst, G, Fernández dokończenie meczu przerwanego 7 sierpnia przy stanie 2:0 |
| 30 października 1910 | Porteño Buenos Aires – Alumni AC 3:3 |
| 30 października 1910 | Argentino de CA Argentino de Quilmes – San Isidro Buenos Aires 2:4                                                                                                |
| 30 października 1910 | CA Estudiantes – Gimnasia y Esgrima Buenos Aires 3:2 |
| 1 listopada 1910     | River Plate – Alumni AC 0:3 |
| 1 listopada 1910     | Porteño Buenos Aires – Gimnasia y Esgrima Buenos Aires 2:2 |
| 1 listopada 1910     | CA Estudiantes – San Isidro Buenos Aires 4:1 |
| 6 listopada 1910     | CA Estudiantes – Alumni AC 2:5 |
| 11 listopada 1910    | River Plate – CA Estudiantes 0:1 |
| 13 listopada 1910    | River Plate – Argentino de CA Argentino de Quilmes 2:2 Abbátángelo, Ganzigliotti – W. Diggs, J. Escobar                                                           |
| 8 grudnia 1910       | Gimnasia y Esgrima Buenos Aires – CA Estudiantes 4:0 |
| 8 grudnia 1910       | River Plate – San Isidro Buenos Aires 3:3 J. Diggs (2), Prandoni – ?, ?                                                                                           |
| 8 grudnia 1910       | Argentino de CA Argentino de Quilmes – San Isidro Buenos Aires 1:2                                                                                                |
| 8 grudnia 1910       | Argentino de CA Argentino de Quilmes – Gimnasia y Esgrima Buenos Aires 0:7                                                                                        |

### Końcowa tabela sezonu 1910
| Poz | Klub                                 | Mecze | Zw | Rem | Por | Pkt | BrZd | BrStr |
| --- | ------------------------------------ | ----- | -- | --- | --- | --- | ---- | ----- |
| 1   | Alumni AC                            | 16    | 10 | 5   | 1   | 25  | 42   | 13    |
| 2   | Porteño Buenos Aires                 | 16    | 8  | 5   | 3   | 21  | 33   | 25    |
| 3   | Belgrano AC                          | 16    | 8  | 3   | 5   | 19  | 42   | 24    |
| 4   | CA Estudiantes                       | 16    | 8  | 3   | 5   | 19  | 33   | 29    |
| 5   | San Isidro Buenos Aires              | 16    | 6  | 6   | 4   | 18  | 30   | 27    |
| 6   | Gimnasia y Esgrima Buenos Aires      | 16    | 5  | 5   | 6   | 15  | 29   | 25    |
| 7   | River Plate                          | 16    | 4  | 4   | 8   | 12  | 27   | 37    |
| 8   | Quilmes Athletic Buenos Aires        | 16    | 2  | 4   | 10  | 8   | 24   | 52    |
| 9   | Argentino de CA Argentino de Quilmes | 16    | 2  | 3   | 11  | 7   | 21   | 49    |